# Torta Zurigo
La torta Zurigo è un dolce tradizionale di Pinerolo, nella città metropolitana di Torino.

## Etimologia e storia
Il nome del dolce omaggia probabilmente la pasticceria elvetica e a rapporti storici intrattenuti dagli abitanti della Val Pellice e di quella del Chisone con gli svizzeri. La torta Zurigo venne inventata alla fine dell'Ottocento da Giuseppe Castino, proprietario dell'omonima pasticceria di Pinerolo. Secondo un'altra tradizione, invece, il dolce sarebbe stato ideato da Castino durante gli anni trenta del Novecento per volere della principessa Iolanda di Savoia. Nel 1979, Maria Monaco ereditò la ricetta originale così come l'attività e la pasticceria. Oggi la ricetta originale viene preparata esclusivamente presso un'unica pasticceria pinerolese.

## Caratteristiche
La torta Zurigo è una torta di pasta frolla al cioccolato e una farcia a base crema chantilly, torrone e cioccolato. Sulla sua sommità, il dolce è cosparso di scaglie di cioccolato fondente e ciliegie sotto spirito ricoperte di glassa allo zucchero. Le decorazioni del dolce possono variare. In una sua variante, la torta presenta una pasta più solida aromatizzata al cacao al posto del pan di Spagna.